# Stefano Benedetto Pallavicino
Stefano Benedetto Pallavicino (né le 21 mars 1672 à Padoue - mort le 16 avril 1742 à Dresde) est un poète lyrique italien.

## Biographie
Stefano Benedetto Pallavicino naquit en 1672 à Padoue, d’une famille honorable. Ses études, qu’il fit au collège de Salò, sous la direction des Somasques, furent si rapides, qu’à dix ans il soutint en public des thèses de philosophie avec beaucoup de succès. Conduit à Dresde par son père, il s’y fit bientôt connaître par quelques compositions qui donnèrent une idée avantageuse de ses talents. Orphelin à seize ans, ses protecteurs lui firent obtenir la place de poète ducal ; ainsi Pallavicino se trouva chargé de diriger les fêtes et les spectacles de la cour à un âge où la plupart des jeunes gens n’ont pas encore terminé leurs études. Après la mort de l’électeur de Saxe George III, son Mécène, il passa au service de l’électeur palatin Guillaume, qui le fit son secrétaire et lui donna le titre de conseiller privé. Ce prince étant mort, Pallavicini revint à Dresde, où il fut accueilli de la manière la plus flatteuse. L’un des premiers membres de l’Académie des Frigi, fondée par le comte de Wakerbart, il lut, dans une de ses assemblées, la traduction de l’ode d’Horace : Aequam memento rebus in arduis (lib. 2, ode 3). Le succès qu’obtint cette lecture lui fit naître l’idée de traduire toutes les Odes d’Horace ; mais il n’aurait probablement jamais exécuté ce projet sans un accident qui le força de garder la chambre plusieurs mois. En tombant, il se cassa une jambe ; et ce fut pendant sa longue convalescence qu’il acheva cette traduction, son meilleur ouvrage. À la demande du roi de Pologne Frédéric-Auguste, il avait entrepris de compléter la traduction d’Horace ; mais il n’en eut pas le loisir. Après avoir rempli les fonctions de secrétaire d’ambassade à Rome et à Vienne, il accompagna en 1738 le prince royal dans ses voyages en Italie. De retour à Dresde, il reprit ses travaux littéraires, et mourut le 16 avril 1742, à 70 ans, laissant la réputation d’un bon poète et d’un honnête homme. Ses œuvres [Opere] ont été publiées avec la vie de l’auteur par Algarotti, Venise, 1744, 4 vol. in-8°. Le premier contient sa traduction un peu libre, mais très-élégante, des odes d’Horace, dont il existait déjà plusieurs édifions ; le second, celle des satires et du premier livre des épîtres ; le troisième, un poème sur l’éducation d’après les principes de Locke, intitulé Squarcio del trattato dell’educazione del signor Loche ; Hécube, tragédie d’Euripide ; la traduction du commencement de l’Énéide, et un opéra en trois actes tiré du roman de Don Quichotte : un Pazzo ne fa cento. Le quatrième, des pièces légères et deux discours en prose, l’un sur la musique et l’autre sur l’amitié.